# Трубкокрути
Трубкокру́ти (Attelabídae Billberg, 1820) — родина жуків надродини Довгоносикоподібних (Curculionoidae). Описано близько 2500 видів трубкокрутів. Вони звичайно невеликі (1,5—13 мм завдовжки). Рослиноїдні, харчуються здебільшого на деревах та кущах. Частина з них — єдині комахи, які здатні згортати листки рослин, створюючи цим своєрідну камеру для розвитку личинок. Личинки також можуть розвиватися всередині соковитих плодів та пагонів. Серед комах цієї родини чимало таких, що завдають відчутної шкоди сільському та лісовому господарству.
Вагомий внесок у вивчення трубкокрутів внесли Г. Жакель, Э. Фосс, М. Є. Тер-Мінасян , А. О. Лєгалов, а в Україні — О. В. Лаврух.

## Зовнішній вигляд[4]
Основні ознаки:
- передня частина голови витягнута у головотрубку, інколи видовжена й тім'яна частина голови;
- вусики не колінчасті, 11—12-членикові, їхній джгутик семичлениковий, булава складається з трьох члеників;
- верхня губа редукована до малесенької платівки;
- лапки п'ятичленикові (четвертий членик ледь помітний).

Фотографії див. на.

## Спосіб життя

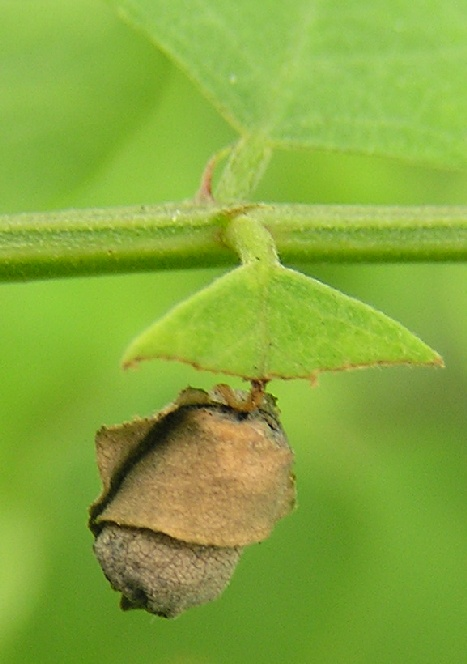
Згорнутий листок, всередині якого розвивається личинка трубкокрута Comsapoderus erythrogaster Snellen van Vollenhoven, 1865

Трубкокрути харчуються тканинами рослин з 67 родин. Для 97 % видів рослинами-господарями є покритонасінні, головним чином — Дводольні, третина видів харчується на букових і айстрових).
У трубкокрутів розвинена досить складна турбота про потомство. Самки багатьох ринхітин після запліднення відкладають яйця в бутони або плоди рослин. Після цього бутон вона підгризає, і личинка харчується його підв'ялими тканинами. Для відкладання яйця в плід, самка вигризає ямку в його перикарпі, відкладає яйце у нього, кісточку плоду або його зав'язь. Після цього плід звичайно опадає.
Значна кількість трубкокрутів відкладає яйця у бруньки, пагони або листки (у їх платівку, жилки або черешки). Значна кількість видів згортає листок у вигляді трубки або пакуночка, що надає захист личинці та лялечці від ворогів. Це вимагає досить складної підготовчої операції по вигризанню розрізів певної траєкторії.
Заляльковуються трубкокрути звичайно у ґрунті.
Майже всі вони мають добре розвинені крила і здатні активно літати. Потривожені, трубкокрути піджимають ноги, падають з рослини і на певний час втрачають рухливість (танатоз).

## Географічне поширення
Трубкокрути поширені майже по всіх регіонах суходолу, включаючи найвіддаленіші океанічні острови. Не знайдені вони лише у Новій Зеландії і на Гавайських островах. Найбільше видів мешкають у Індомалаї, Афротропіках і Неотропіці.
В Україні поширені понад 30 видів трубкокрутів. Вони зустрічаються в усіх природних зона та різноманітних біотопах — в Степу і Лісостепу, гірських місцинах, агроценозах тощо.

## Класифікація
За останніми даними родина поділяється на дві підродини: Attelabinae і Rhynchitinae, що включають понад 200 родів. До того Ринхітин розглядали як самостійну родину Ринхітиди.

## Значення у природі та житті людини
Подібно до інших видів, трубкокрути є невід'ємною ланкою природних екосистем, споживаючи рослинні тканини і стаючи здобиччю тварин — хижаків та паразитів. В дикій природі ці комахи уражають, головним чином, рослини, тканини яких почали гнити або всихати. Тож, комахи пришвидшують мінералізацію рослинних тканин, що гинуть.
Однак у плодових садах, ягідниках, виноградниках і лісових господарствах жуки часом завдають економічно відчутної шкоди, особливо, коли їх чисельність і щільність досягає значних величин.
Найбільш важливі в цьому відношенні трубкокрут дубовий, букарка, трубкокрут мідний, ринхіт вишневий, казарка, довгоносик грушевий, трубкокрут березовий, трубкокрут ліщиновий, трубкокрут глодовий.

## Галерея
1. ↑  Легалов А. А. Новый род Tatianaerhynchites gen. n. (Coleoptera, Rhinchitidae, Rhynchitini) из Западной Палеарктики // Евроазиатский энтомологический журнал, 2002, 1(1): 87-90